# Marie-Adolphine
La sœur Marie-Adolphine, née Anna Dierkx (Kaatje), le 3 mars 1866 à Ossendrecht et morte décapitée le 9 juillet 1900, près de Taï-Yuan-Fu (aujourd'hui Taiyuan) dans le Shangsi, est une religieuse catholique des Franciscaines missionnaires de Marie qui fut exécutée en haine de la foi (in odium fidei) durant la révolte des Boxers en Chine.
Béatifiée en 1946, la sœur Marie-Adolphine est canonisée le 1er octobre 2000 par Jean-Paul II. Elle fait partie du groupe des cent-vingt martyrs de Chine qui sont liturgiquement commémorés ensemble le 9 juillet.

## Biographie
Marie-Adolphine perd sa mère à l'âge de cinq ans. Après l'école, elle travaille à Anvers dans une fabrique de chicorée. Elle fait la connaissance des Franciscaines missionnaires de Marie et y prononce ses vœux et devient professe en 1893. Elle s'occupe au début de la lingerie et elle a une dévotion particulière envers le Saint-Sacrement.

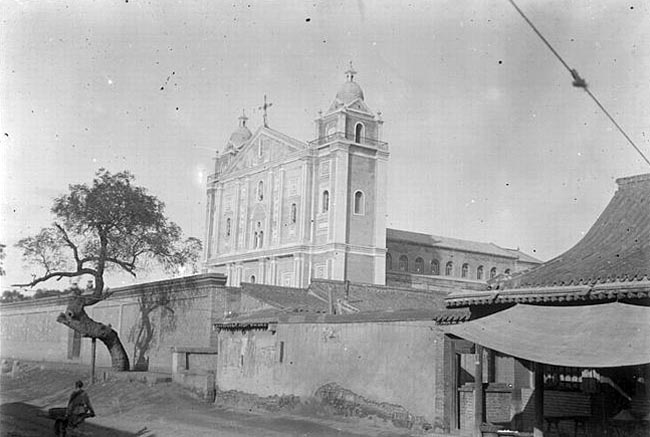
Vue de l'église de la mission de Taï-Yuan-Fou.

Situation sur la carte de Chine.

Elle s'embarque à l'invitation du vicaire apostolique du Shanxi (transcrit Chang-Si à l'époque) septentrional, le 12 mars 1899, avec la supérieure du groupe, Mère Marie-Hermine de Jésus (1876-1900) et cinq autres compagnes (deux Françaises, deux Italiennes, une Belge) à Marseille pour la Chine à destination de Taï-Yuan-Fou dans ses plateaux au climat rigoureux du nord de la province. C'est à l'époque une ville de trois cent mille habitants. Elles arrivent à destination, le 4 mai 1899. Elles doivent se rendre à l'orphelinat qui accueille deux cents petites filles abandonnées, afin d'y tenir cette œuvre, fondée par cinq prêtres franciscains, qui attendent ce renfort avec impatience. Elles doivent aussi aider un autre orphelinat voisin tenu par des religieuses chinoises.
Cependant en avril 1900, la situation devient dangereuse à cause de la révolte des Boxers. L'évêque leur propose de quitter la ville, mais les religieuses refusent d'abandonner les enfants. Le 27 juin, suivant la position nationaliste de l'impératrice Tseu-Hi (Cixi) à l'encontre des puissances étrangères, Yuxian (en), le gouverneur de la province Shangsi, interdit aux chrétiens de se réunir, allant même jusqu'à vouloir réprimer la religion chrétienne sous peine de mort, le 5 juillet. Trente trois missionnaires, dont les sœurs, le vicaire apostolique Grassi, et des catholiques chinois, sont arrêtés le 6 juillet.
Comme toutes ses compagnes exécutées, elle chanta le Te Deum avant d'être décapitée, le 9 juillet.
Le procès en béatification des sœurs est ouvert en 1926, par Mgr Lécroart, et elles sont béatifiées vingt ans plus tard par Pie XII. C'est la première martyre de nationalité néerlandaise. Elle est canonisée le 1er octobre 2000 par Jean-Paul II.

## Source
- (nl) Cet article est partiellement ou en totalité issu de l’article de Wikipédia en néerlandais intitulé « Marie Adolphine » (voir la liste des auteurs).

### Articles liés
- Révolte des Boxers
- 120 martyrs de Chine
- Liste de religieux français tués hors de France

Consœurs de Marie-Adolphine :
- Marie-Amandine (1872-1900)
- Marie Claire (1872-1900)
- Marie-Hermine de Jésus (1866-1900)
- Marie de la Paix (1875-1900)
- Marie de Saint-Just (1866-1900)
- Marie de Sainte-Nathalie (1864-1900)